# Équipe de Hongrie de football à la Coupe du monde 1954
L'équipe de Hongrie de football participe à sa troisième Coupe du monde lors de l'édition 1954 qui se tient en Suisse du 16 juin 1954 au 4 juillet 1954.
L'équipe est surnommée le Onze d'or hongrois et elle se présente en tant que grande favorite de la compétition. Elle se classe première de son groupe au premier tour puis sort le Brésil et l'Uruguay, les deux finalistes de 1950, respectivement en quart et en demi-finale. La Hongrie retrouve l'Allemagne de l'Ouest en finale, un de ses deux adversaires en poule. Elle perd sur le score de 3-2 alors qu'elle l'avait remporté 8-3 lors de la confrontation précédente. Le film Le Miracle de Berne relate ses confrontations d'un autre temps.
La nation atteint ainsi une seconde finale de Coupe du monde après celle disputée en 1938 et connaît une seconde défaite. Individuellement, l'attaquant Sándor Kocsis termine meilleur buteur du tournoi avec 11 buts, ce qui constitue un record à cette époque.

## Phase qualificative
La Hongrie affronte la Pologne dans un groupe de qualification ne comportant seulement que deux équipes. La Pologne déclare forfait avant le début de la première rencontre, c'est donc la Hongrie qui se qualifie sans jouer pour la phase finale en Suisse.
|  | Équipe          | Pts | J | G | N | P | BP | BC | Diff |
|  | --------------- | --- | - | - | - | - | -- | -- | ---- |
|  | Hongrie         |     |   |   |   |   |    |    |      |
|  | Pologne forfait |     |   |   |   |   |    |    |      |

### Premier tour, poule 2
| Classement final |                      |     |   |   |   |   |    |    |      |
|                  | Équipe               | Pts | J | G | N | P | BP | BC | Diff |
| 1                | Hongrie              | 4   | 2 | 2 | 0 | 0 | 17 | 3  | +14  |
| 2                | Allemagne de l'Ouest | 2   | 2 | 1 | 0 | 1 | 7  | 9  | -2   |
| 3                | Turquie              | 2   | 2 | 1 | 0 | 1 | 8  | 4  | +4   |
| 4                | Corée du Sud         | 0   | 2 | 0 | 0 | 2 | 0  | 16 | -16  |

| 17 juin       | Hongrie              | 9 | 0 | Corée du Sud         |
| 17 juin       | Allemagne de l'Ouest | 4 | 1 | Turquie              |
| 20 juin       | Hongrie              | 8 | 3 | Allemagne de l'Ouest |
| 20 juin       | Turquie              | 7 | 0 | Corée du Sud         |
| Match d'appui |                      |   |   |                      |
| 23 juin       | Allemagne de l'Ouest | 7 | 2 | Turquie              |

| 17 juin 1954                      | Hongrie                                                                             | 9 - 0 | Corée du Sud | Stade du Hardturm, Zurich                         |                                                   |
| 18:00 · Historique des rencontres | Puskás 12e, 89e · Lantos 18e · Kocsis 24e, 36e, 50e · Czibor 59e · Palotás 75e, 83e |       |              | Spectateurs : 18 000 Arbitrage : Raymond Vincenti | Spectateurs : 18 000 Arbitrage : Raymond Vincenti |
| 18:00 · Historique des rencontres | (Rapport)                                                                           |       |              | Spectateurs : 18 000 Arbitrage : Raymond Vincenti | Spectateurs : 18 000 Arbitrage : Raymond Vincenti |

| 20 juin 1954                      | Hongrie                                                                  | 8 - 3 | Allemagne de l'Ouest                | Stade Saint-Jacques, Bâle                     |                                               |
| 16:50 · Historique des rencontres | Kocsis 3e, 21e, 67e, 78e · Puskás 17e · Hidegkuti 50e, 54e · J. Tóth 73e |       | Pfaff 25e · Rahn 77e · Herrmann 81e | Spectateurs : 65 000 Arbitrage : William Ling | Spectateurs : 65 000 Arbitrage : William Ling |
| 16:50 · Historique des rencontres | (Rapport)                                                                |       |                                     | Spectateurs : 65 000 Arbitrage : William Ling | Spectateurs : 65 000 Arbitrage : William Ling |

### Quart de finale
| 27 juin 1954                      | Brésil                                 | 2 - 4 | Hongrie                                           | Wankdorf, Berne                               |                                               |
| 17:00 · Historique des rencontres | Djalma Santos 18e (pen.) · Julinho 65e |       | Hidegkuti 4e · Kocsis 7e, 88e · Lantos 60e (pen.) | Spectateurs : 60 000 Arbitrage : Arthur Ellis | Spectateurs : 60 000 Arbitrage : Arthur Ellis |
| 17:00 · Historique des rencontres | (Report)                               |       |                                                   | Spectateurs : 60 000 Arbitrage : Arthur Ellis | Spectateurs : 60 000 Arbitrage : Arthur Ellis |

### Demi-finale
| 30 juin 1954                      | Hongrie                                        | 4 - 2 a. p. | Uruguay          | Stade Olympique de la Pontaise, Lausanne            |                                                     |
| 18:00 · Historique des rencontres | Czibor 13e · Hidegkuti 46e · Kocsis 111e, 116e |             | Hohberg 75e, 86e | Spectateurs : 37 000 Arbitrage : Benjamin Griffiths | Spectateurs : 37 000 Arbitrage : Benjamin Griffiths |
| 18:00 · Historique des rencontres | (Rapport)                                      |             |                  | Spectateurs : 37 000 Arbitrage : Benjamin Griffiths | Spectateurs : 37 000 Arbitrage : Benjamin Griffiths |

### Finale
| 4 juillet 1954 15h00      | Allemagne de l'Ouest        | 3 - 2 | Hongrie               | Stade du Wankdorf, Berne                                            |                                                                     |
| Historique des rencontres | Morlock 10e · Rahn 18e, 84e |       | Puskás 6e · Czibor 8e | Spectateurs : 65 000 · Arbitrage : William Ling · Photos du match · | Spectateurs : 65 000 · Arbitrage : William Ling · Photos du match · |
| Historique des rencontres | (Rapport)                   |       |                       | Spectateurs : 65 000 · Arbitrage : William Ling · Photos du match · | Spectateurs : 65 000 · Arbitrage : William Ling · Photos du match · |

|  | Titulaires : Anton Turek Josef Posipal Werner Kohlmeyer Horst Eckel Werner Liebrich Karl Mai Helmut Rahn Maximilian Morlock Ottmar Walter Fritz Walter Hans Schäfer Entraîneur : Sepp Herberger | Finale de la Coupe du monde 1954 |  | Titulaires : Gyula Grosics Jenő Buzánszky Mihály Lantos József Bozsik Gyula Lóránt József Zakariás Zoltán Czibor Sándor Kocsis Nándor Hidegkuti Ferenc Puskás Mihály Tóth Entraîneur : Gusztáv Sebes |

## Effectif
Gusztáv Sebes est le sélectionneur de la Hongrie durant la Coupe du monde.
| No. | Pos.      | Joueur           | Date de naissance et âge | Sélec. | Club             |
| --- | --------- | ---------------- | ------------------------ | ------ | ---------------- |
| 1   | Gardien   | Gyula Grosics    | 4 février 1926           | 31     | Budapest Honvéd  |
| 2   | Défenseur | Jenő Buzánszky   | 4 mai 1925               | 23     | Dorogi FC        |
| 3   | Milieu    | Gyula Lóránt     | 6 février 1923           | 24     | Budapest Honvéd  |
| 4   | Défenseur | Mihály Lantos    | 29 septembre 1928        | 20     | MTK Budapest     |
| 5   | Défenseur | József Bozsik    | 28 novembre 1925         | 48     | Budapest Honvéd  |
| 6   | Milieu    | József Zakariás  | 25 mars 1924             | 31     | MTK Budapest     |
| 7   | Attaquant | József Tóth      | 16 mai 1929              | 2      | Csepel SC        |
| 8   | Attaquant | Sándor Kocsis    | 21 septembre 1929        | 36     | Budapest Honvéd  |
| 9   | Attaquant | Nándor Hidegkuti | 3 mars 1922              | 36     | MTK Budapest     |
| 10  | Attaquant | Ferenc Puskás    | 2 avril 1927             | 55     | Budapest Honvéd  |
| 11  | Attaquant | Zoltán Czibor    | 23 août 1929             | 26     | Budapest Honvéd  |
| 12  | Défenseur | Béla Kárpáti     | 30 septembre 1929        | 1      | Győri ETO FC     |
| 13  | Milieu    | Pál Várhidi      | 6 novembre 1931          | 0      | Újpest FC        |
| 14  | Milieu    | Imre Kovács      | 16 novembre 1921         | 8      | MTK Budapest     |
| 15  | Attaquant | Ferenc Szojka    | 7 avril 1931             | 0      | Salgótarjáni BTC |
| 16  | Milieu    | László Budai     | 19 juillet 1928          | 21     | Budapest Honvéd  |
| 17  | Attaquant | Ferenc Machos    | 30 juin 1932             | 0      | Budapest Honvéd  |
| 18  | Attaquant | Lajos Csordás    | 6 octobre 1932           | 7      | Vasas SC         |
| 19  | Attaquant | Péter Palotás    | 27 juin 1929             | 16     | MTK Budapest     |
| 20  | Attaquant | Mihály Tóth      | 14 septembre 1926        | 3      | Újpest FC        |
| 21  | Gardien   | Sándor Gellér    | 12 juillet 1925          | 5      | MTK Budapest     |
| 22  | Gardien   | Géza Gulyás      | 23 mars 1933             | 0      | Ferencváros TC   |